# Mohamed Al-Akbari
Mohamed Salman Abdulla Salman Al Akbari (Abu Dhabi, 15 marzo 1996) è un calciatore emiratino, attaccante dell'Al-Wasl.

## Presenze e reti nei club
Statistiche aggiornate al 28 novembre 2016.
| Stagione        | Squadra         | Campionato      | Campionato | Campionato | Coppe nazionali | Coppe nazionali | Coppe nazionali | Coppe continentali | Coppe continentali | Coppe continentali | Altre coppe | Altre coppe | Altre coppe | Totale | Totale |
| Stagione        | Squadra         | Comp            | Pres       | Reti       | Comp            | Pres            | Reti            | Comp               | Pres               | Reti               | Comp        | Pres        | Reti        | Pres   | Reti   |
| --------------- | --------------- | --------------- | ---------- | ---------- | --------------- | --------------- | --------------- | ------------------ | ------------------ | ------------------ | ----------- | ----------- | ----------- | ------ | ------ |
| 2014-2015       | Al-Wahda        | PL              | 5          | 2          | CPA             | 0               | 0               | ACL                | 0                  | 0                  | AGC         | 0           | 0           | 5      | 2      |
| 2015-2016       | Al-Wahda        | PL              | 24         | 3          | CPA             | 2               | 1               | -                  | -                  | -                  | AGC         | 2           | 0           | 28     | 4      |
| 2016-2017       | Al-Wahda        | PL              | 7          | 5          | CPA             | 0               | 0               | -                  | -                  | -                  | AGC         | 4           | 0           | 11     | 5      |
| Totale carriera | Totale carriera | Totale carriera | 36         | 10         |                 | 2               | 1               |                    | 0                  | 0                  |             | 6           | 0           | 44     | 11     |

## Palmares
- UAE Arabian Gulf Cup: 1

Al Wahda: 2015-16